# Eurosia
Eurosia is een geslacht van vlinders van de familie spinneruilen (Erebidae), uit de onderfamilie Arctiinae.

## Soorten
- E. acanthocera Hampson, 1905
- E. accepta Butler, 1877
- E. annulata Hampson, 1900
- E. bicolor Rothschild, 1912
- E. costinota Wileman
- E. fuliginea Hampson, 1903
- E. fuscipunctata Wileman, 1928
- E. grisea Hampson, 1893
- E. hammatocera Wileman & West, 1928
- E. lineata Hampson, 1900
- E. ludekingi van Eecke, 1920
- E. melanopera Hampson, 1900
- E. metaphaeola Hampson, 1900
- E. puncticosta Hampson, 1911
- E. punctitermia Hampson, 1900
- E. substrigillata Rothschild, 1912
- E. trimacula Hampson, 1893